# Ernst Christoph von Kaunitz-Rietberg
Ernst Christoph von Kaunitz-Rietberg-Questenberg (Vienna, 6 giugno 1737 – Vienna, 19 maggio 1797) è stato un diplomatico e nobile austriaco.
Primogenito del celeberrimo cancelliere imperiale Wenzel Anton von Kaunitz-Rietberg, fu diplomatico a Napoli e intimo confidente dell'imperatore Giuseppe II del Sacro Romano Impero, nonché uno dei sostenitori di Mozart.

## Biografia
Membro della nobile famiglia morava dei Kaunitz, Ernst Christoph era il figlio primogenito del cancelliere imperiale Wenzel Anton von Kaunitz-Rietberg e di sua moglie Maria Ernestine von Starhemberg. Kaunitz sposò la principessa Maria Leopoldine Elisabeth di Oettingen-Spielberg nel 1761, figlia del principe Giovanni Ludovico I di Oettingen-Spielberg. Il matrimonio, data l'importanza della coppia, venne celebrato dal cardinale Vitaliano Borromeo, nunzio apostolico in Austria. La coppia ebbe insieme una figlia, Eleonore, la quale sposò in seguito il noto cancelliere imperiale Klemens von Metternich.
Sotto l'ala protettrice del potente genitore, il giovane Kaunitz entrò al servizio imperiale e nel 1762 divenne membro del Reichshofrat. Dopo la fine della guerra dei Sette anni, dal 1763 al 1770 fu ambasciatore presso il Regno di Napoli, e nel 1769 fu ambasciatore particolare dell'imperatore a Roma in occasione dell'elezione di papa Clemente XIV. A Napoli si stabilì presso l'ambasciata austriaca all'epoca posta presso Palazzo Mirello di Teora, che egli contribuì a restaurare. Nel 1768, in occasione del matrimonio tra Ferdinando I di Napoli e l'arciduchessa Maria Carolina d'Asburgo-Lorena, organizzò un ballo per 2.800 invitati.
Tra il 1770 ed il 1772 fu governatore della Moravia. Da Napoli giunse a Brno solo nell'ottobre del 1770 (venendo rappresentato nel frattempo dal ciambellano provinciale, Johann Christoph von Blümegen), ma preferì risiedere nella propria residenza di famiglia a Slavkov. Durante il suo periodo come governatore, promosse la costruzione del carcere di Brno. Tornato a Vienna, vi rimase stabilmente. Fu uno dei confidenti più stretti dell'imperatore Giuseppe II del Sacro Romano Impero col quale aveva contatti quasi ogni giorno. Fu proprio il sovrano ad accettarlo tra i membri dell'Ordine del Toson d'oro. A corte conobbe ed ebbe modo di sostenere il talento di Wolfgang Amadeus Mozart (che aveva già incontrato a Napoli) e dell'architetto Franz Anton Hillebrandt, divenendo anche membro dell'Accademia di Belle Arti di Vienna.
Dopo la morte del padre nel 1794, ereditò il titolo principesco e divenne anche conte di Rietberg. Tuttavia, mantenne questa posizione solo per pochi anni fino alla sua morte. Non avendo avuto eredi maschi, gli succedette suo fratello Dominik Andreas. Altro suo fratello fu il Feldzeugmeister Franz Wenzel (1742-1823).

## Ascendenza
|                                                  |                                 |                                                         | Genitori                                    |  |  | Nonni |  |  | Bisnonni                      |  |  | Trisnonni                   |  |
|                                                  |                                 |                                                         |                                             |  |  |       |  |  | Dominik Andreas I von Kaunitz |  |  | Leopold Wilhelm von Kaunitz |  |
|                                                  |                                 |                                                         |                                             |  |  |       |  |  | Dominik Andreas I von Kaunitz |  |  | Leopold Wilhelm von Kaunitz |  |
|                                                  |                                 | Eleonore von Dietrichstein                              |                                             |  |  |       |  |  | Dominik Andreas I von Kaunitz |  |  |                             |  |
| Maximilian Ulrich von Kaunitz                    |                                 |                                                         |                                             |  |  |       |  |  | Dominik Andreas I von Kaunitz |  |  |                             |  |
|                                                  |                                 | Maria Eleonora von Sternberg                            | Adolph Wratislaw von Sternberg              |  |  |       |  |  |                               |  |  |                             |  |
|                                                  |                                 | Maria Eleonora von Sternberg                            | Adolph Wratislaw von Sternberg              |  |  |       |  |  |                               |  |  |                             |  |
|                                                  |                                 | Maria Eleonora von Sternberg                            | Anna Lucia Slawate von Chlum und Košumberk  |  |  |       |  |  |                               |  |  |                             |  |
| Wenzel Anton von Kaunitz-Rietberg                |                                 | Maria Eleonora von Sternberg                            |                                             |  |  |       |  |  |                               |  |  |                             |  |
|                                                  |                                 | Ferdinando Massimiliano della Frisia orientale-Rietberg | Giovanni IV della Frisia orientale-Rietberg |  |  |       |  |  |                               |  |  |                             |  |
|                                                  |                                 | Ferdinando Massimiliano della Frisia orientale-Rietberg | Giovanni IV della Frisia orientale-Rietberg |  |  |       |  |  |                               |  |  |                             |  |
|                                                  |                                 | Ferdinando Massimiliano della Frisia orientale-Rietberg | Anna Caterina di Salm-Reifferscheidt        |  |  |       |  |  |                               |  |  |                             |  |
| Maria Ernestina della Frisia orientale-Rietberg  |                                 | Ferdinando Massimiliano della Frisia orientale-Rietberg |                                             |  |  |       |  |  |                               |  |  |                             |  |
|                                                  |                                 | Johannetta Franziska von Manderscheid                   | Salentin Ernst von Manderscheid             |  |  |       |  |  |                               |  |  |                             |  |
|                                                  |                                 | Johannetta Franziska von Manderscheid                   | Salentin Ernst von Manderscheid             |  |  |       |  |  |                               |  |  |                             |  |
|                                                  |                                 | Johannetta Franziska von Manderscheid                   | Juliane Christiana Elisabeth von Erbach     |  |  |       |  |  |                               |  |  |                             |  |
| Ernst Christoph von Kaunitz-Rietberg-Questenberg |                                 | Johannetta Franziska von Manderscheid                   |                                             |  |  |       |  |  |                               |  |  |                             |  |
|                                                  | Gundakar Thomas von Starhemberg | Konrad Balthasar von Starhemberg                        |                                             |  |  |       |  |  |                               |  |  |                             |  |
|                                                  | Gundakar Thomas von Starhemberg | Konrad Balthasar von Starhemberg                        |                                             |  |  |       |  |  |                               |  |  |                             |  |
|                                                  | Gundakar Thomas von Starhemberg | Franziska Katherina Cavriani                            |                                             |  |  |       |  |  |                               |  |  |                             |  |
| Franz Wolfgang von Starhemberg                   | Gundakar Thomas von Starhemberg |                                                         |                                             |  |  |       |  |  |                               |  |  |                             |  |
|                                                  |                                 | Beatrix Franziska von Daun                              | Wirich Philipp von Daun                     |  |  |       |  |  |                               |  |  |                             |  |
|                                                  |                                 | Beatrix Franziska von Daun                              | Wirich Philipp von Daun                     |  |  |       |  |  |                               |  |  |                             |  |
|                                                  |                                 | Beatrix Franziska von Daun                              | Maria Barbara von Herberstein               |  |  |       |  |  |                               |  |  |                             |  |
| Maria Ernestina von Starhemberg                  |                                 | Beatrix Franziska von Daun                              |                                             |  |  |       |  |  |                               |  |  |                             |  |
|                                                  |                                 | Ernst Rüdiger von Starhemberg                           | Konrad Balthasar von Starhemberg            |  |  |       |  |  |                               |  |  |                             |  |
|                                                  |                                 | Ernst Rüdiger von Starhemberg                           | Konrad Balthasar von Starhemberg            |  |  |       |  |  |                               |  |  |                             |  |
|                                                  |                                 | Ernst Rüdiger von Starhemberg                           | Anne Elizabeth von Sinzendorf               |  |  |       |  |  |                               |  |  |                             |  |
| Maria Antonia von Starhemberg                    |                                 | Ernst Rüdiger von Starhemberg                           |                                             |  |  |       |  |  |                               |  |  |                             |  |
|                                                  |                                 | Maria Josepha Jörger zu Tollet                          | Johann Quintin Jörger zu Tollet             |  |  |       |  |  |                               |  |  |                             |  |
|                                                  |                                 | Maria Josepha Jörger zu Tollet                          | Johann Quintin Jörger zu Tollet             |  |  |       |  |  |                               |  |  |                             |  |
|                                                  |                                 | Maria Josepha Jörger zu Tollet                          | Maria Rosalia von Losenstein                |  |  |       |  |  |                               |  |  |                             |  |
|                                                  |                                 | Maria Josepha Jörger zu Tollet                          |                                             |  |  |       |  |  |                               |  |  |                             |  |